# 北京东站
北京東站，原称东郊站，位於中华人民共和国北京市朝阳区南磨房地区百子湾路7号，是一等站。上行距离北京站5公里；在京哈线、京承线下行距离双桥站7公里，在双沙铁路上下行距离北京朝阳站7公里。
北京东站是京哈铁路的中间站之一。西行可直抵北京站，东行经双桥站沟通京承线、丰双线。其联络线，经水南庄道口，折向北和北京朝阳站相通，折向南和东南环铁路的百子湾站相通。是北京东部地区主要的货物集散站。

## 历史
北京东站位于百子湾路7号，北邻通惠河，南邻百子湾。始建于1938年，为货运站，起初称东郊站，设有2.5条股道。
1950年代，北京市东郊地区大力发展工业，北京东站的货运量也因此增长。1957年改建，货场扩大至12.6万平方米，货物线6条，堆货能力1.4万吨。至1959年，车站成为北京市当时最大的货运站。
1988年1月1日改称北京东站。当年，在西侧扩建为以货运为主，客货运综合性的二等站。截至1990年代中期，建筑面积4.3万平方米，设有候车室、基本站台、旅客站台、旅客通行地道、装卸机械车辆设备的断面站台，并设有大型货场，附设19条工厂、仓库专用铁路线，还设有装卸设备等站区设施。
2012年7月1日起本站始发至承德的6417次列车停运后，车站停办旅客乘降业务，但仍保留有售票业务。
2015年2月1日恢复客运业务。
2017年为适应城市副中心线列车停靠，车站内外进行了改造工程。

## 车站结构

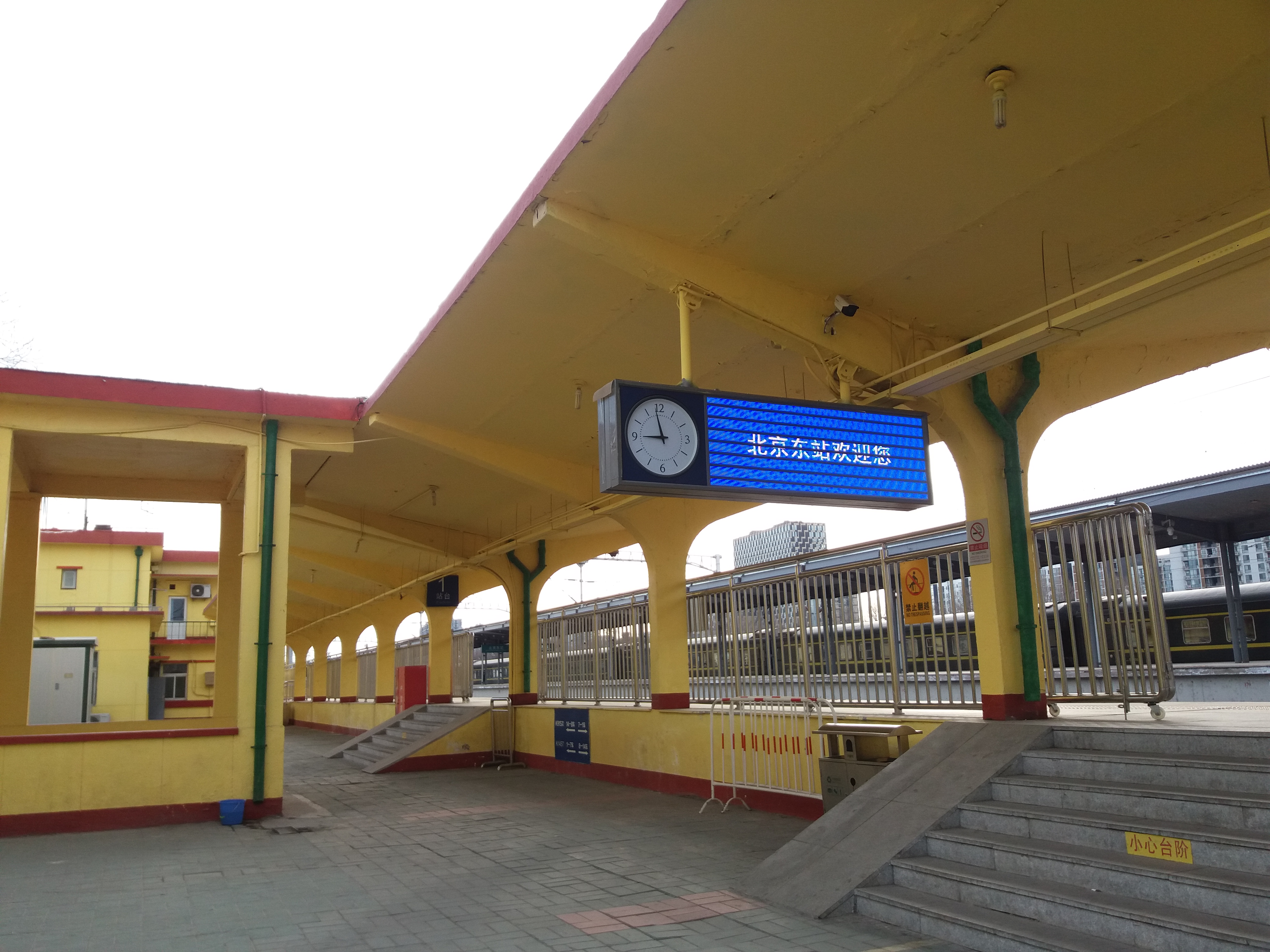
北京东站站台

北京东站设有2个客运站台、1条旅客地道。
| G  | 货场     | 京哈铁路 货物列车到发线       |
| G  | 通过线   | 京哈铁路 上行列车             |
| G  | 3站台    | 京哈铁路 往北京方向（北京）   |
| G  | 島式月台 |                               |
| G  | 2站台    | 京哈铁路 往北京方向（北京）   |
| G  | 通过线   | 京哈铁路 上行列车             |
| G  | 通过线   | 京哈铁路 下行列车             |
| G  | 1站台    | 京哈铁路 往哈尔滨方向（双桥） |
| G  | 側式月台 |                               |
| G  | 站房     | 售票处、候车室、办公区域      |
| B1 | 地道     | 连接1、2站台                  |

## 使用情况

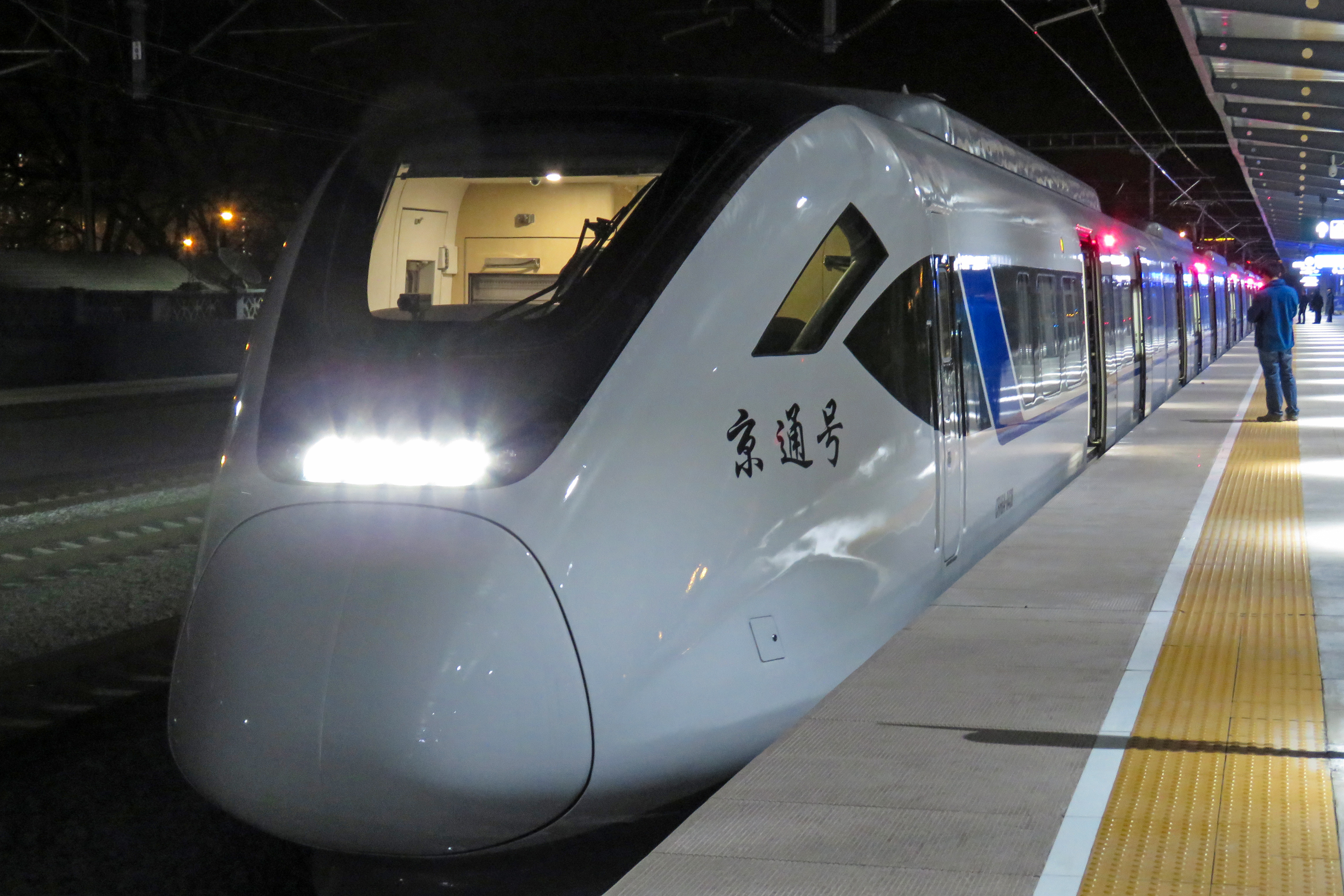
S104次列车停靠北京东站2站台

本站位於北京中央商务区（北京CBD）南部，主要办理整车、零担、集装箱和专用线的货运业务，同时承担各国驻京大使馆的涉外物资货运业务；另办理少量旅客、行包业务。
2015年1月25日，北京铁路局宣布将于当年2月1日起在北京东站与燕郊站间开行三班临时旅客列车，以取代早前在北京站与燕郊站间开行的动车组临客通勤列车，北京东站由此将再次办理旅客乘降。同日，往返于承德和邯郸间的Y511/2/3/4列车也将双方向增停北京东站。2015年7月10日，北京东站增开两班开往蓟州的快速列车（K7783、K7787），经由京哈线和津蓟联络线运行，其中K7783/7784次中途不办客，K7787/7788次中途在燕郊站办理客运业务。2016年5月15日，北京东站开通前往阜新的K915/916次列车及其套跑的Y521/522次列车（最远售至怀柔北），还有一对通辽-石家庄过路车K980/977、K978/979次列车。北京东站于2017年10月26日至12月31日施工改造，K7782/3/4/7/8次列车为此临时改为北京站始发终到。2017年12月31日北京东站改造完成后，该站开始办理北京市郊铁路城市副中心线相关列车的办客业务。截至2023年10月，北京东站只办理城市副中心线客运业务。

### 通达范围
| 车站所属路局 | 目的地 |
| ------------ | --- |
| 北京局集团   | 往东：蓟州、唐山北、秦皇岛、通州西、顺义、怀柔、怀柔北、密云北、兴隆县、鹰手营子、下台子、承德 往西：北京西、北京、涿州、徐水、保定、石家庄、邢台、沙河市、邯郸 |
| 沈阳局集团   | 山海关、兴城、葫芦岛、锦州、义县、清河门、阜新南、四合永、赤峰、奈曼、东来、通辽                                                                                |

## 车站环境
本站位于深沟村内，曾有一条专204直接到达本站（北京东站北-北京东站北广场），但已于2024年1月6日停运。目前距离本站出入口最近的公交站为四惠桥站（54、400、455、657、865、夜34、专113路），距本站约460米，而百子湾路上的百子湾桥西站（31、138、专87路）虽然直线距离更近（约120米），但因 █ 28号线施工使南侧站体被工地截断，无法起到接驳作用。东站西侧有八王坟长途客运站，主要供京津商务班车服务。
由于附近是繁华地段，但车站位置偏僻，交通不便，该站也被铁道迷称为“深沟村站”。除在建28号线车站外，距本站较近的北京地铁车站还有 █ 1号线和 █ 14号线大望路站、 █ 1号线四惠站、 █ 7号线和 █ 14号线九龙山站及 █ 14号线大郊亭站，但都需要途径盲肠小路，甚至可能需要冒险穿越施工工地。

## 地铁站
北京地铁28号线将在北京东站设站。

## 相关图片

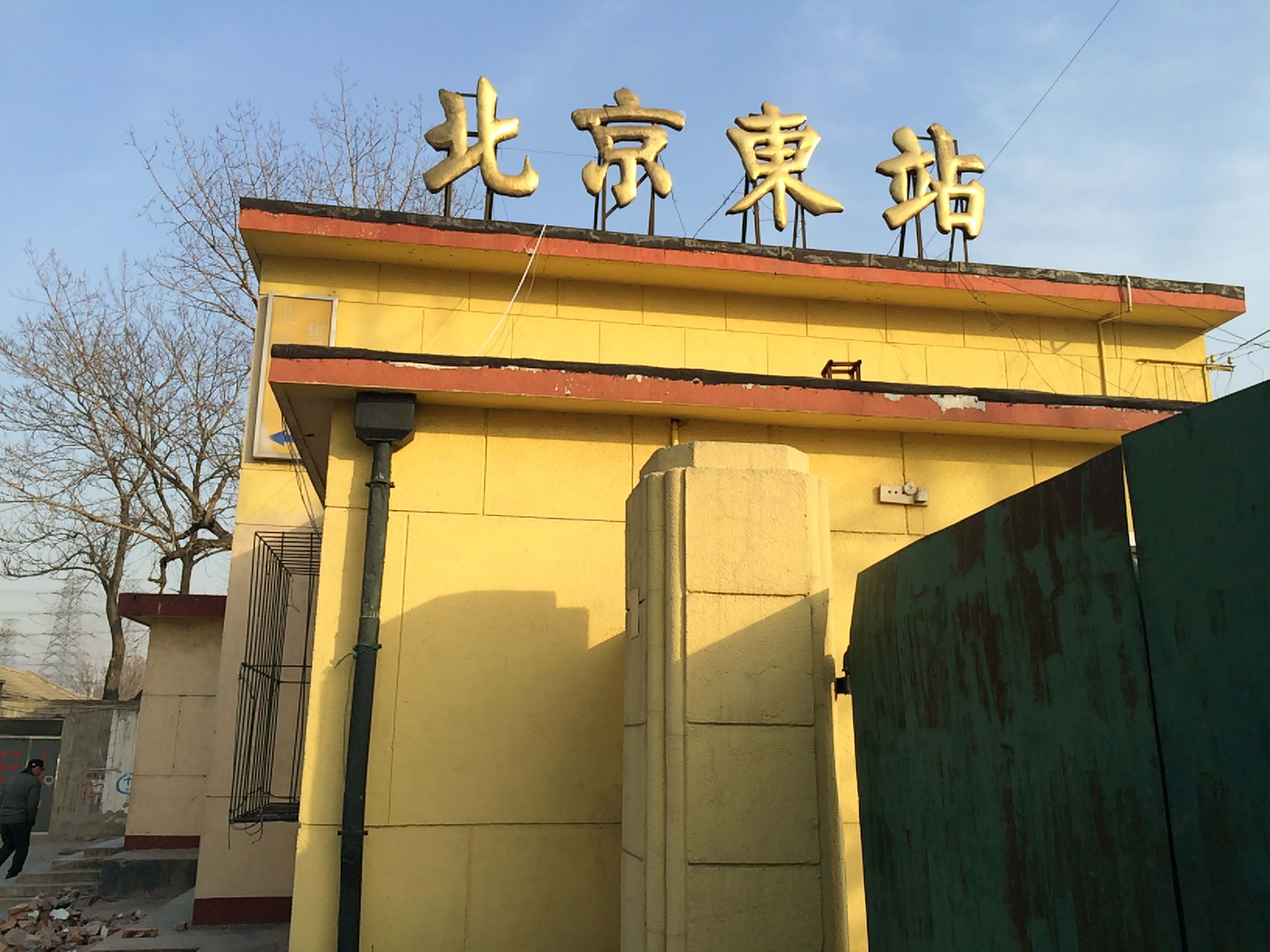
北京东站近景
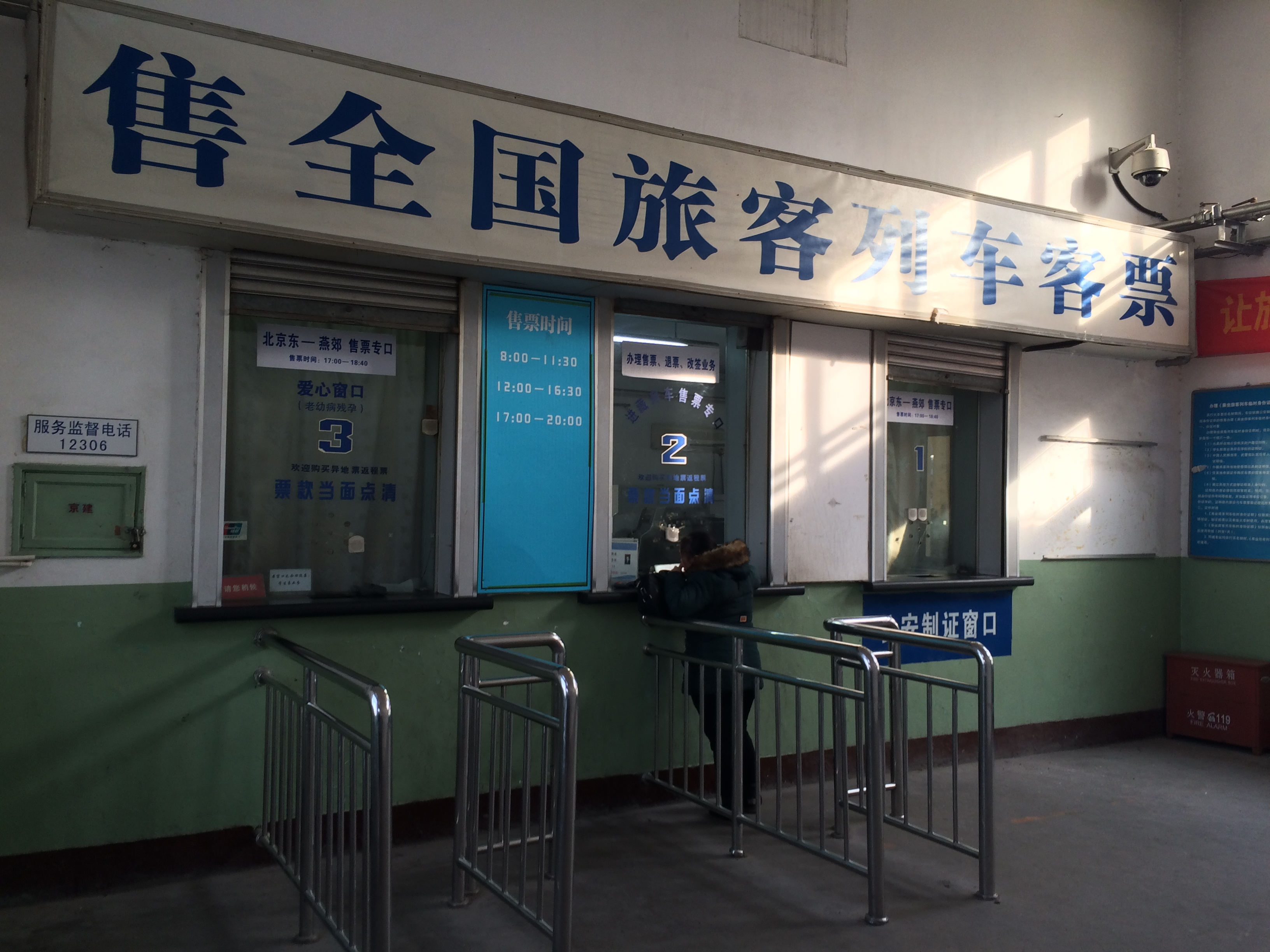
北京东站售票厅：共设三个窗口
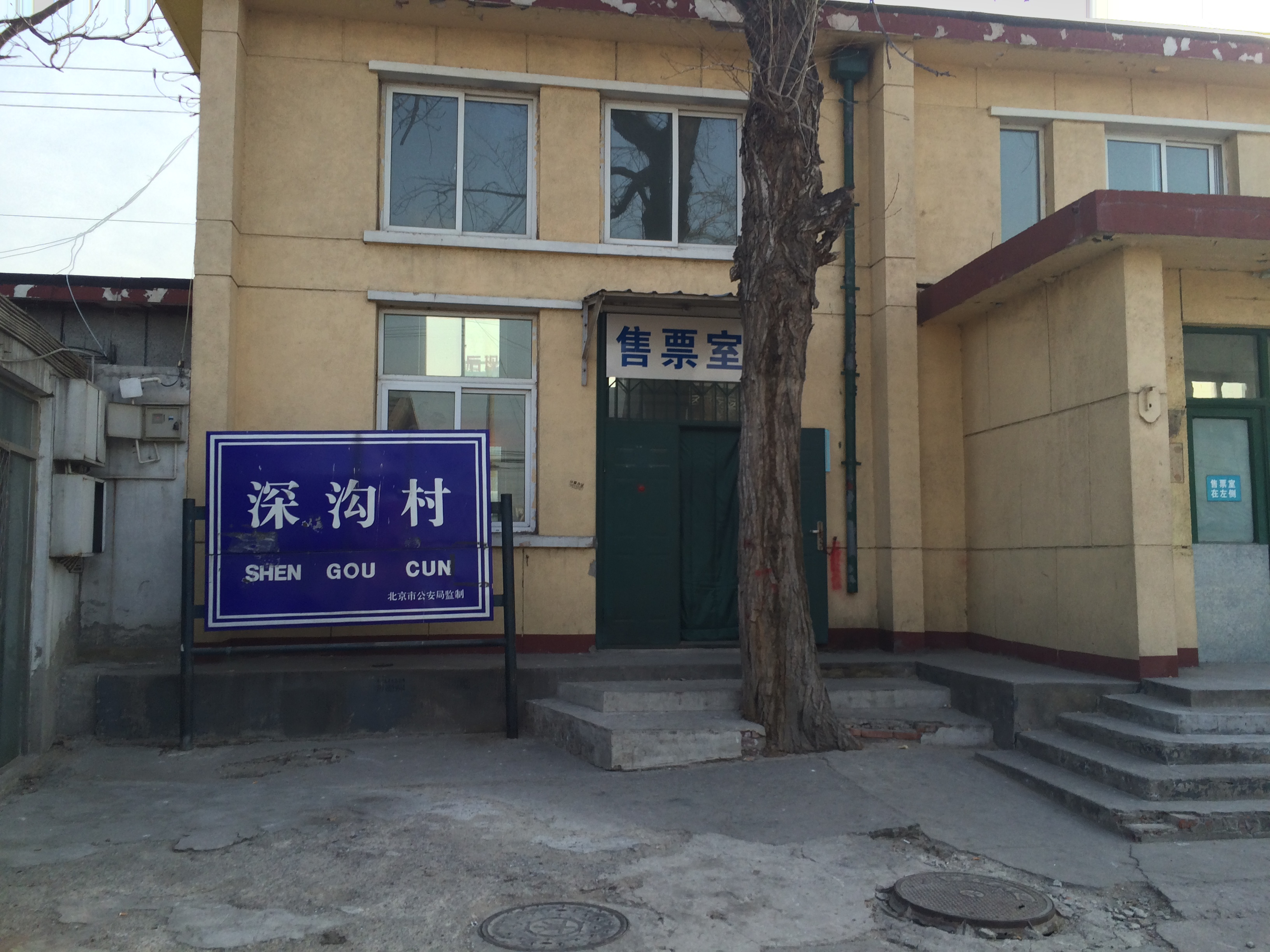
北京东站售票厅入口
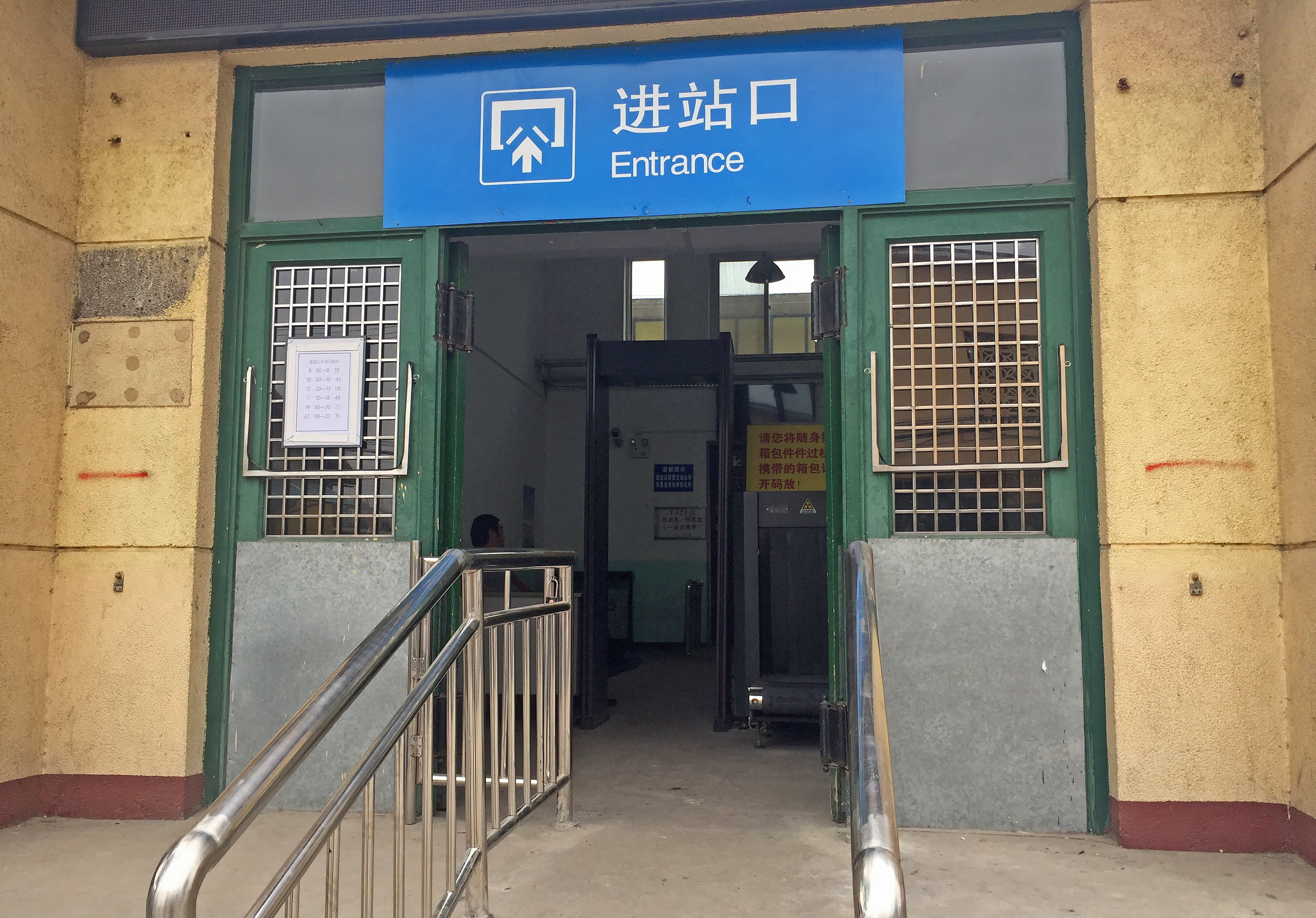
北京东站候车室入口
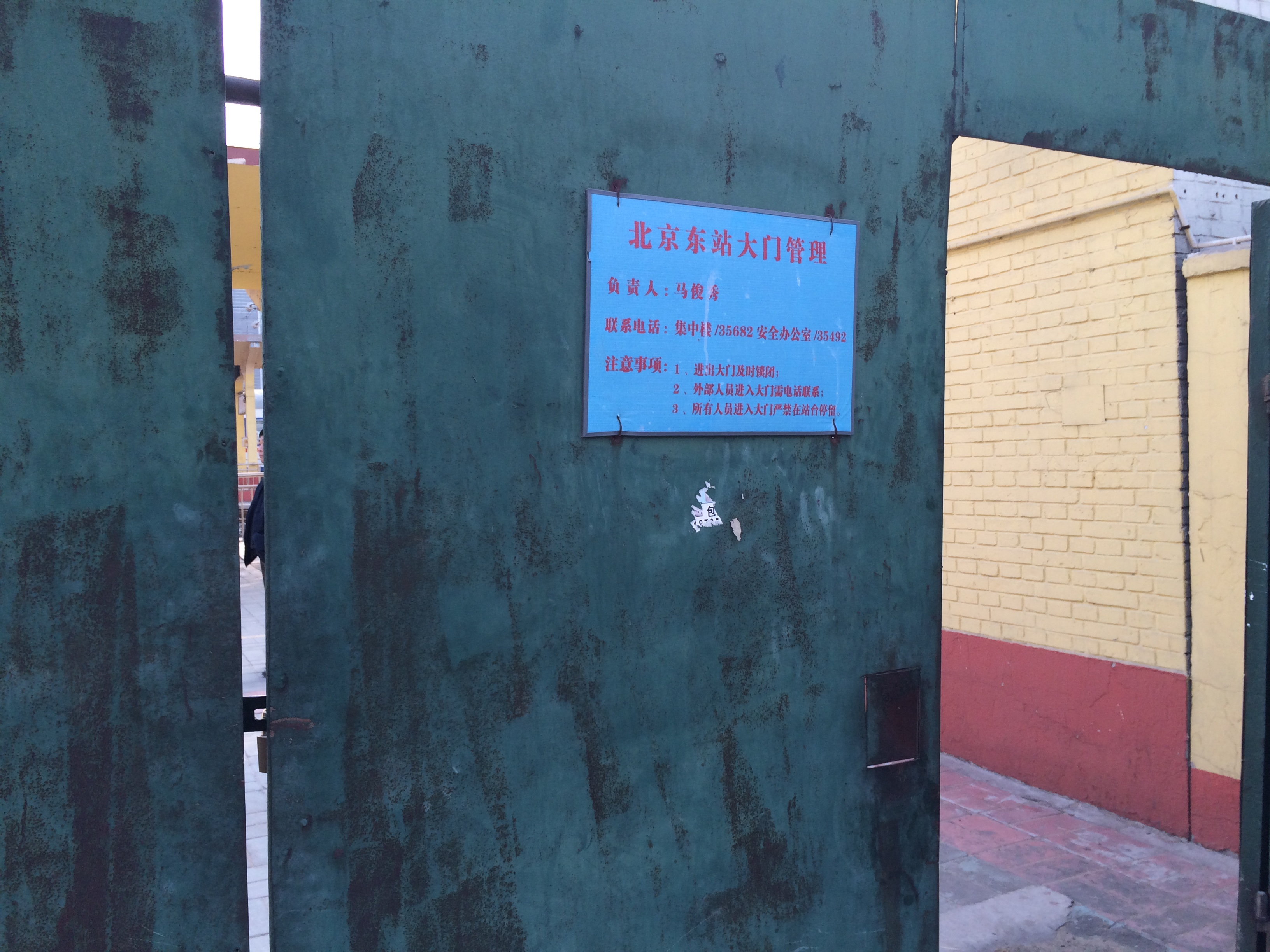
北京东站出站口
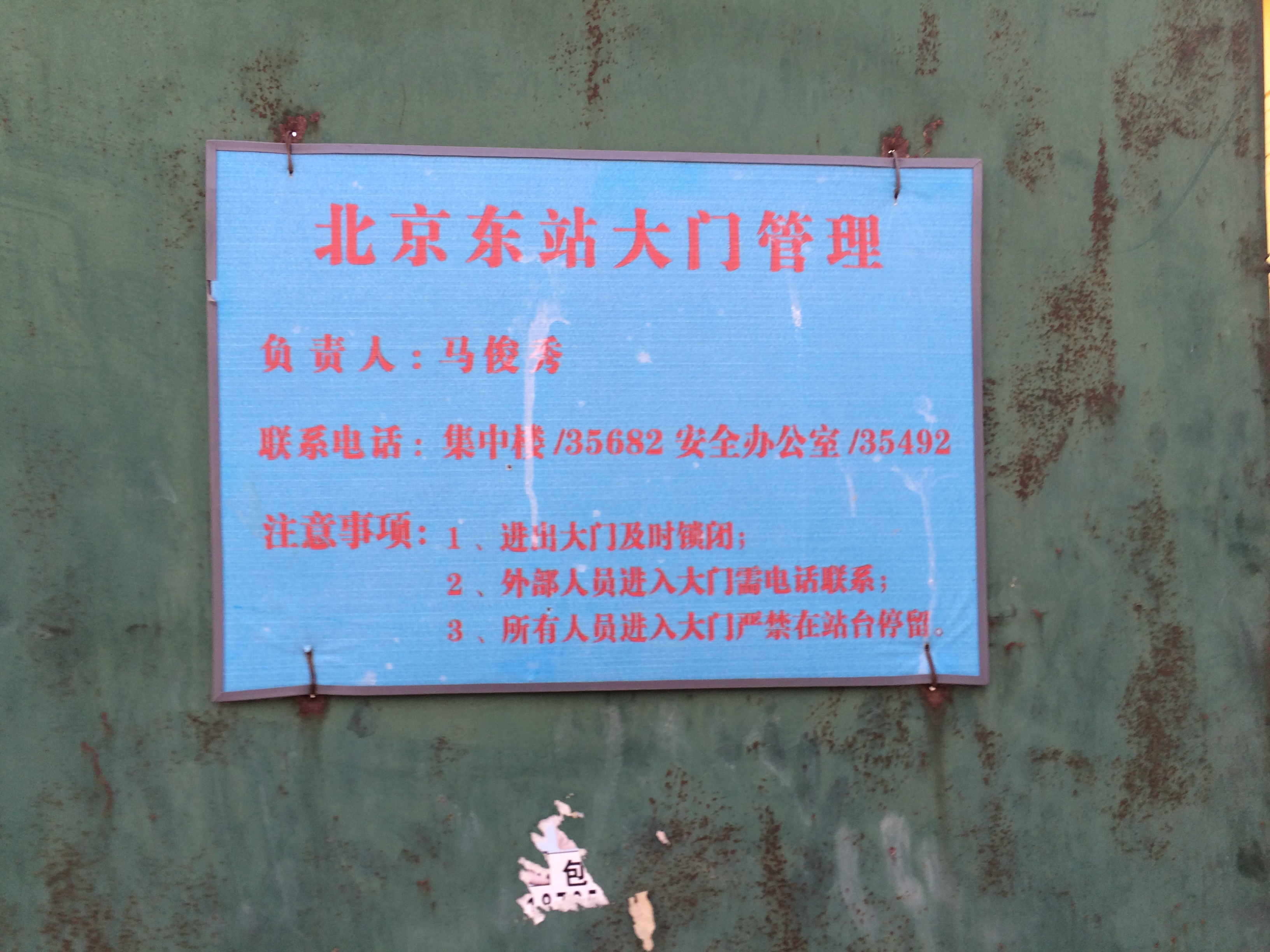
北京东站出站口管理揭示
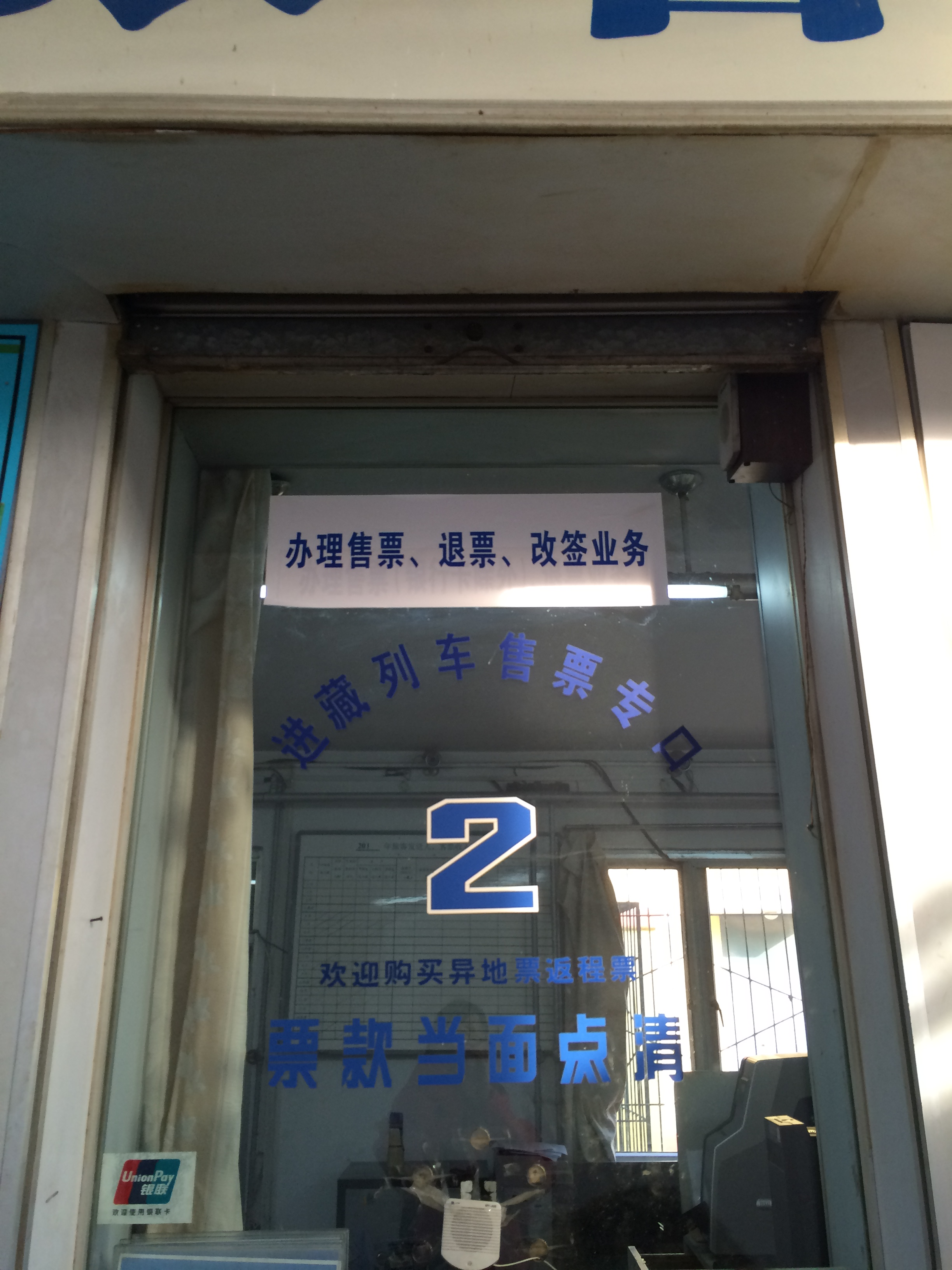
北京东站2号售票窗口，为进藏列车专口，可办理改签退票业务
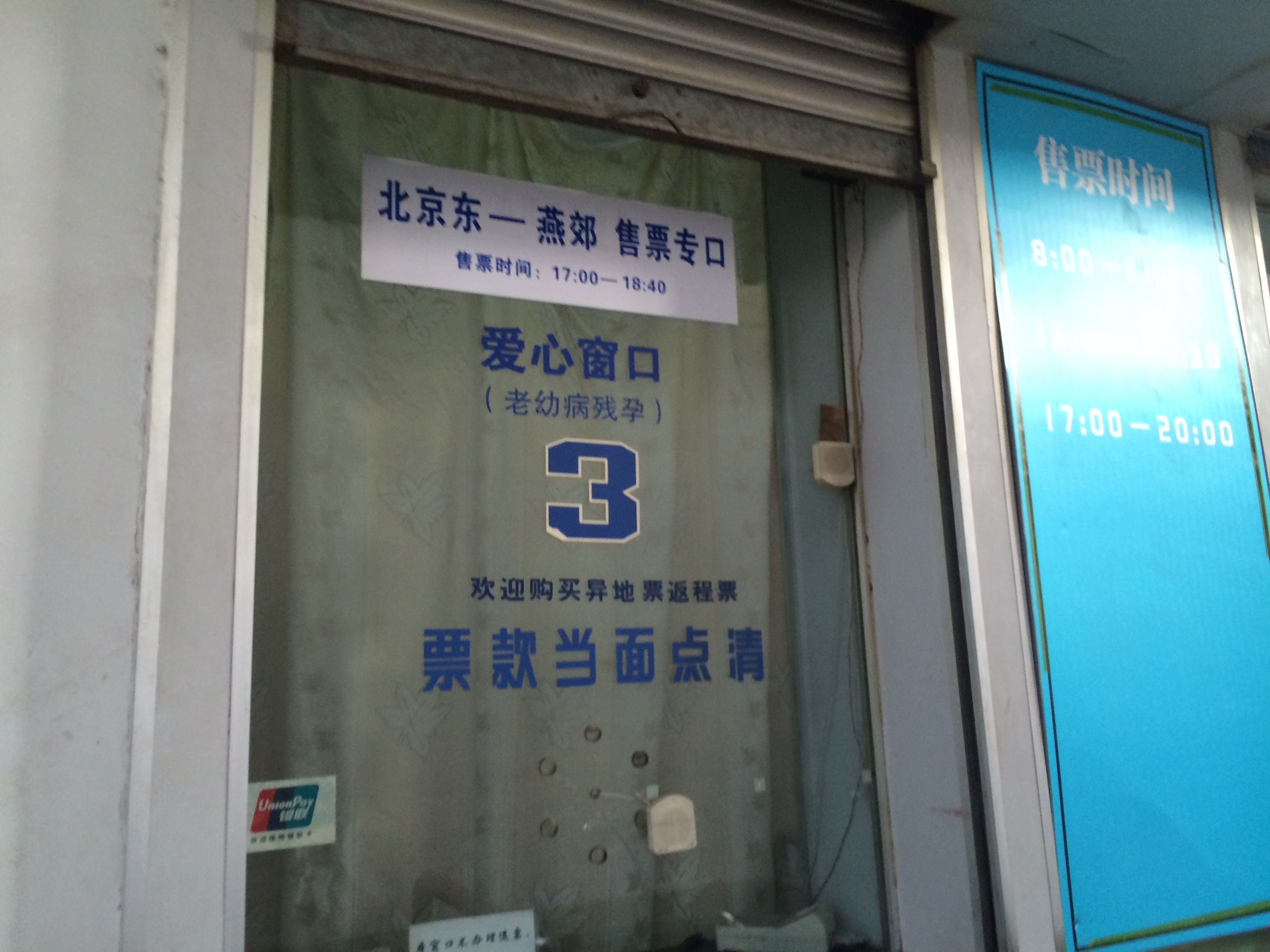
北京东站3号售票窗口，与1号窗口同为燕郊通勤列车专口
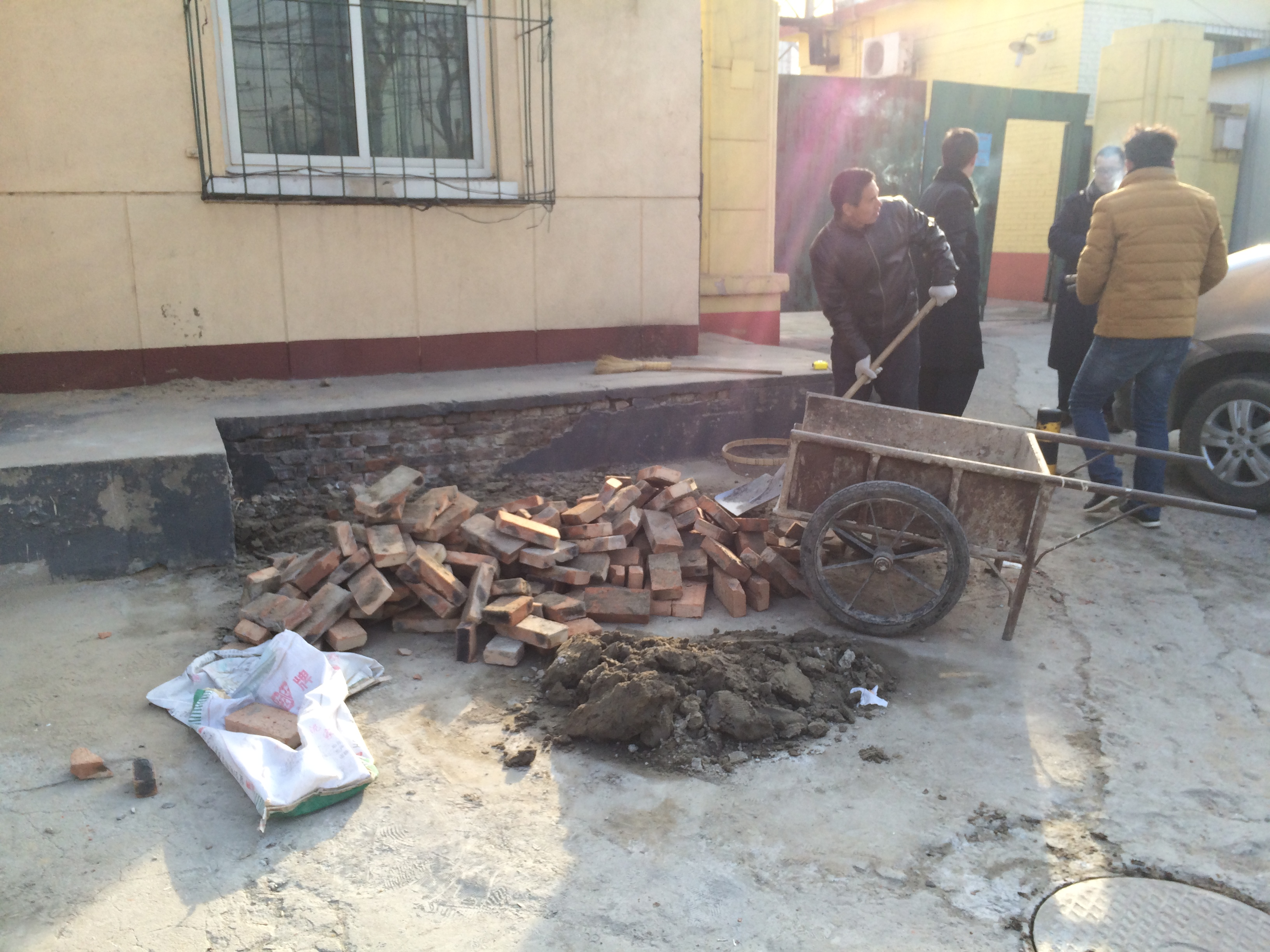
为迎接燕郊通勤列车开行及北京东站恢复旅客乘降，工作人员正在对站房进行必要修整
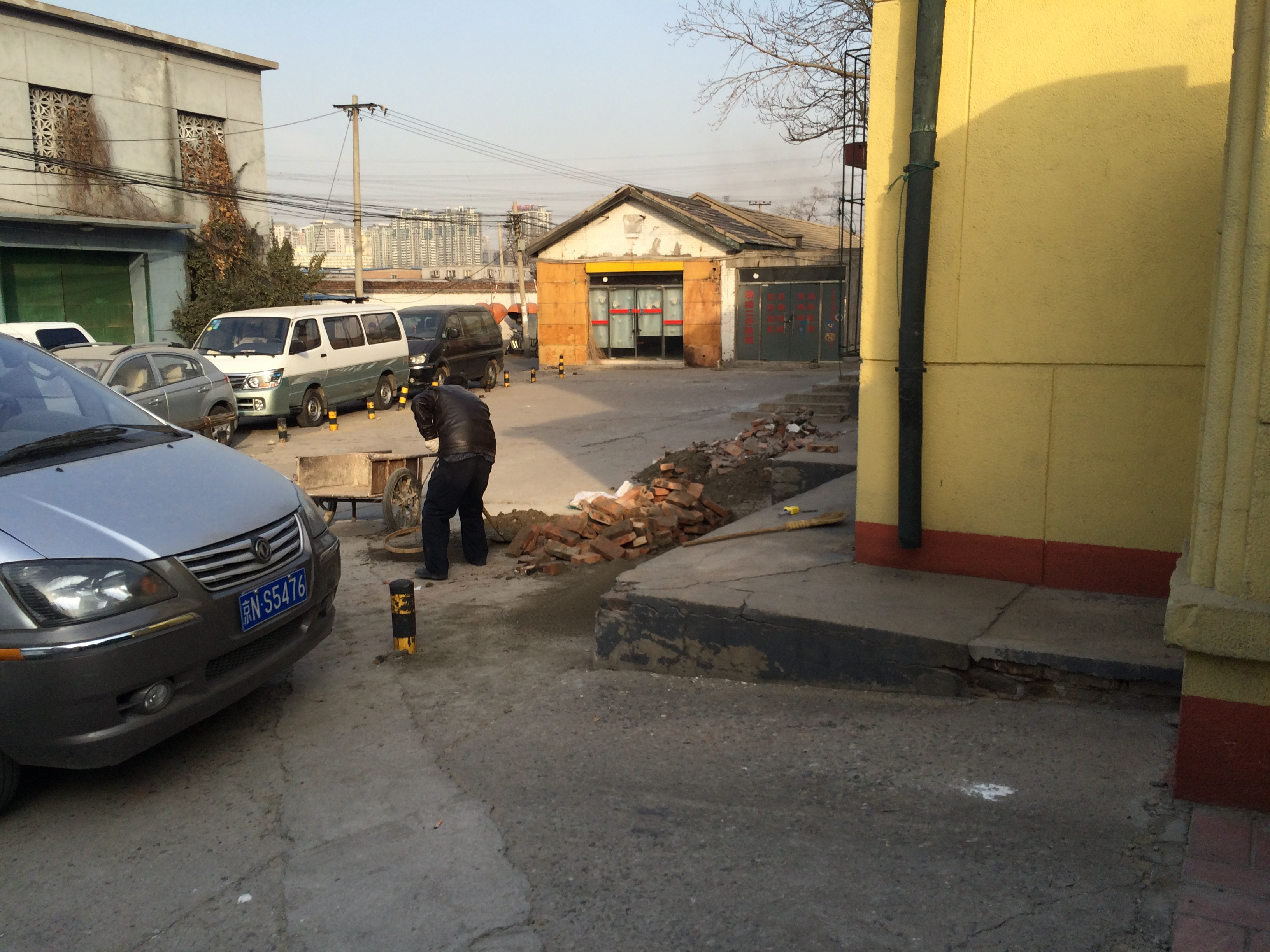
工作人员正在对站房进行必要修整，摄于2015年1月28日
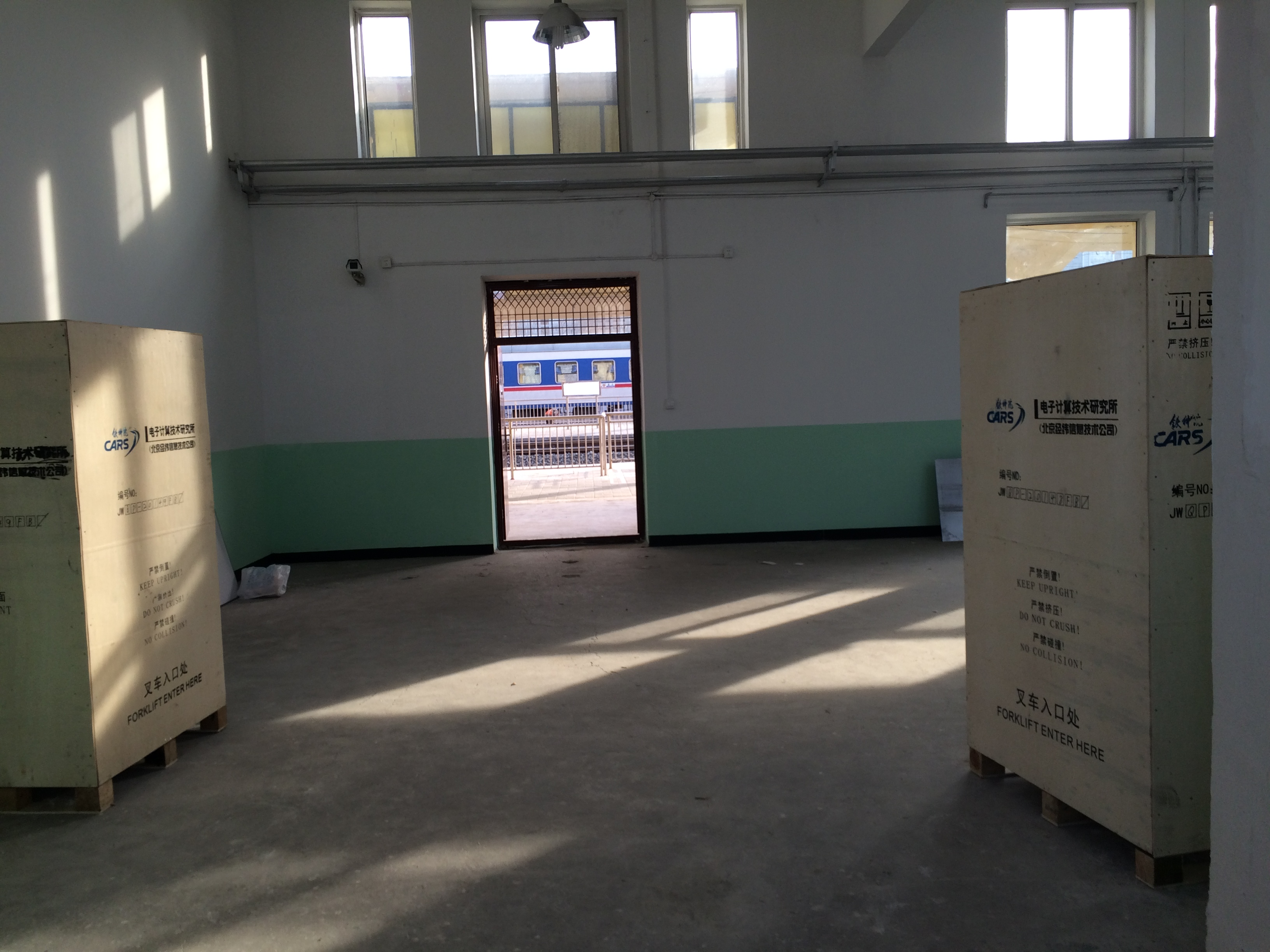
北京东站候车室内景，可见内部有未开封的铁科院售票机
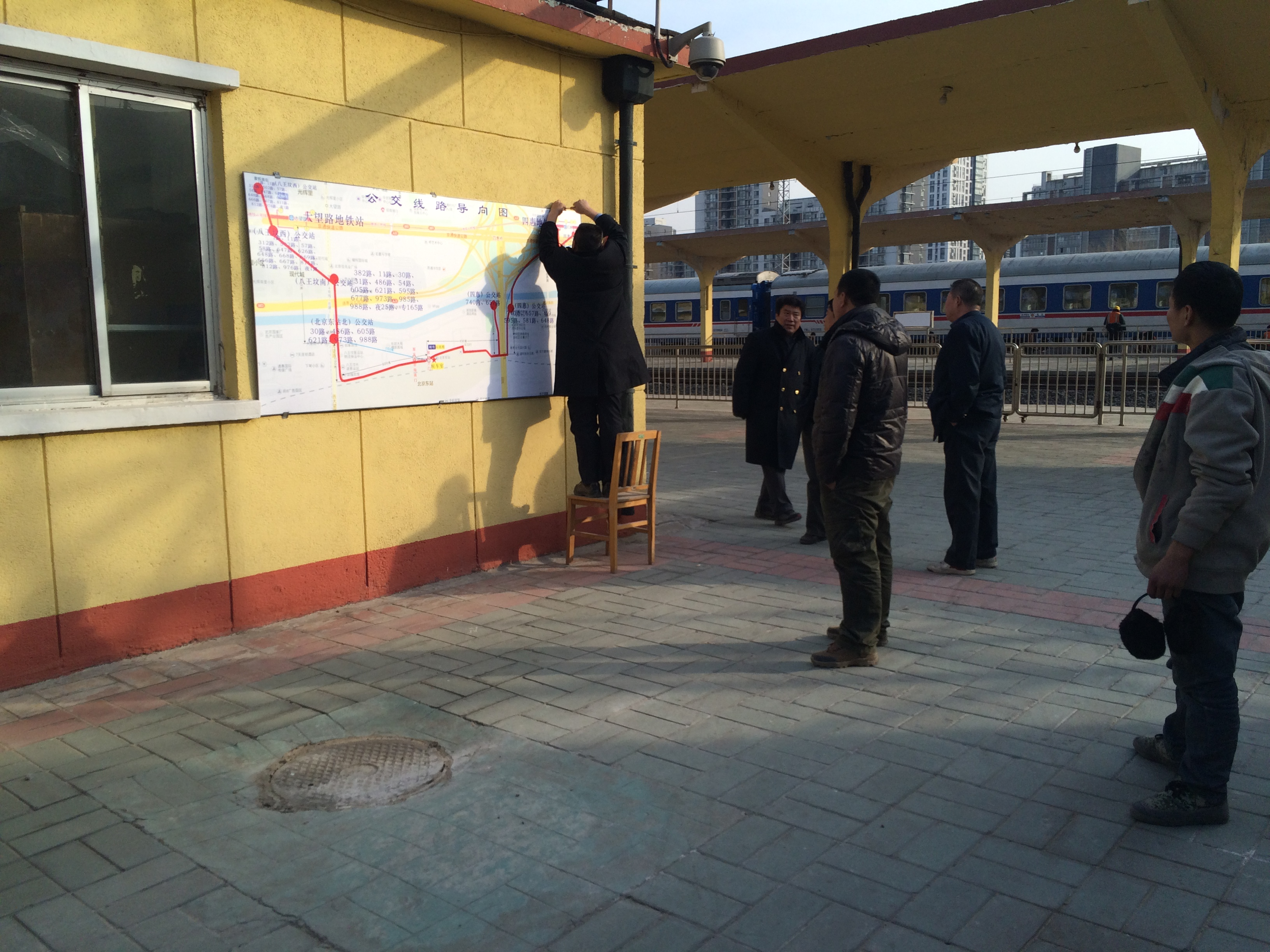
工作人员在出站口敷设本站公交导向图，可见本站相对位置
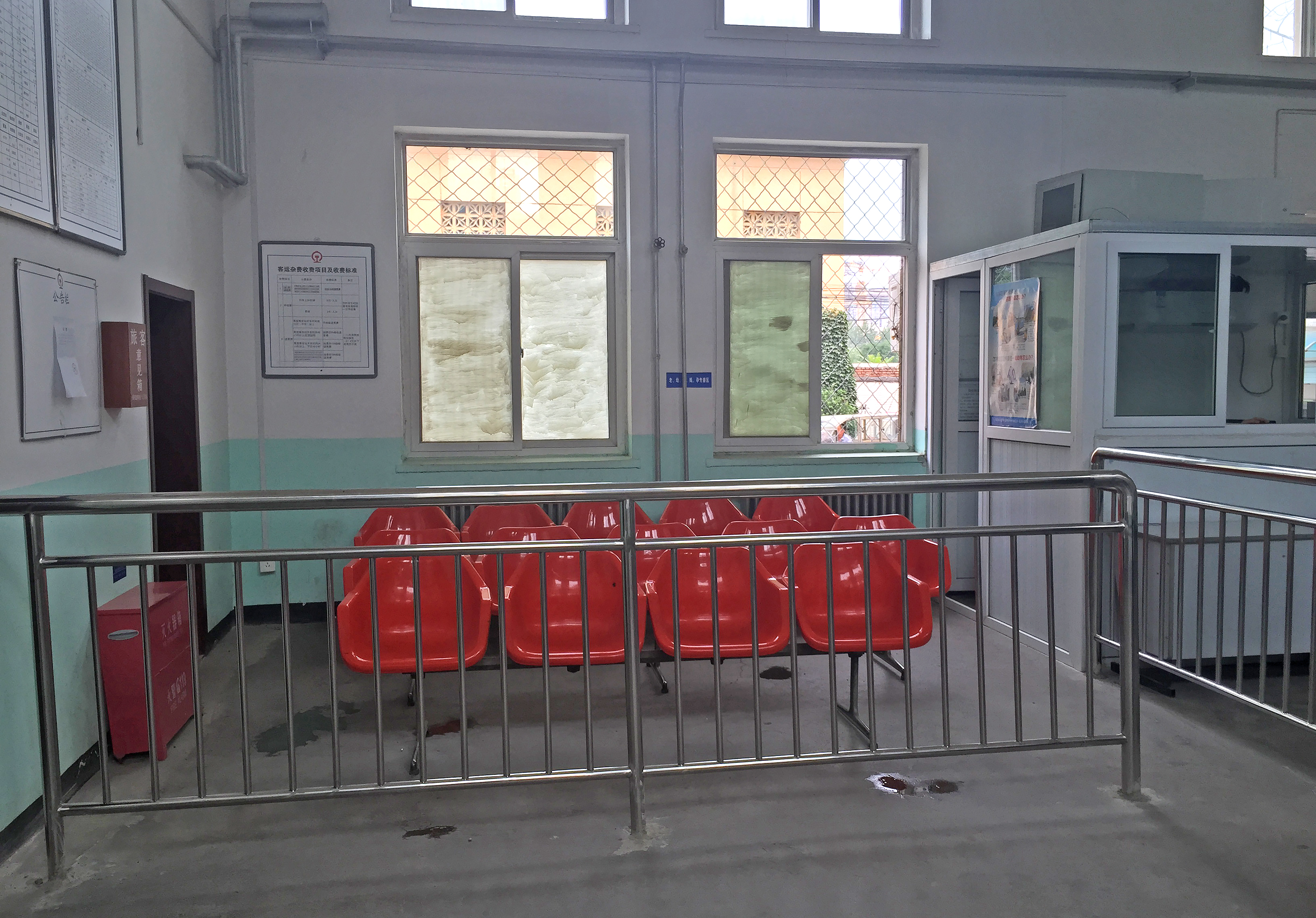
北京东站候车室座椅
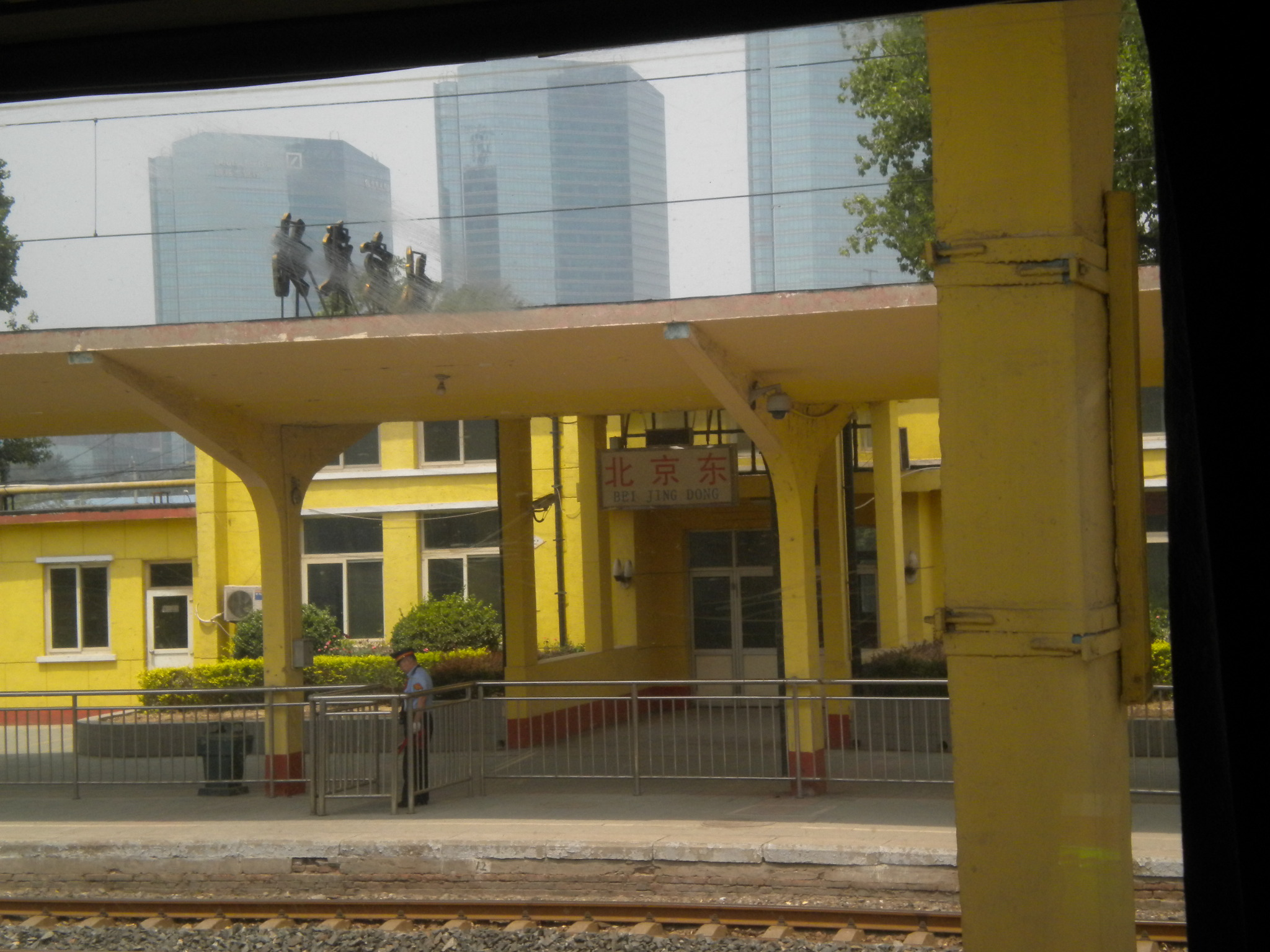
北京东站站台，拍摄自加格达奇至北京的K498次列车
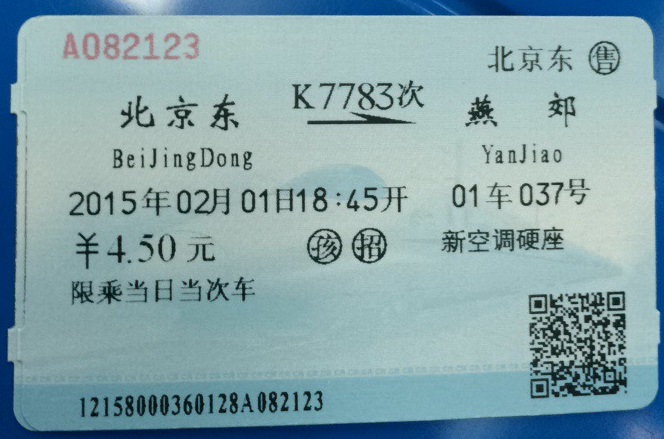
2015年2月1日北京东站-燕郊站间K7783次图定临客儿童车票
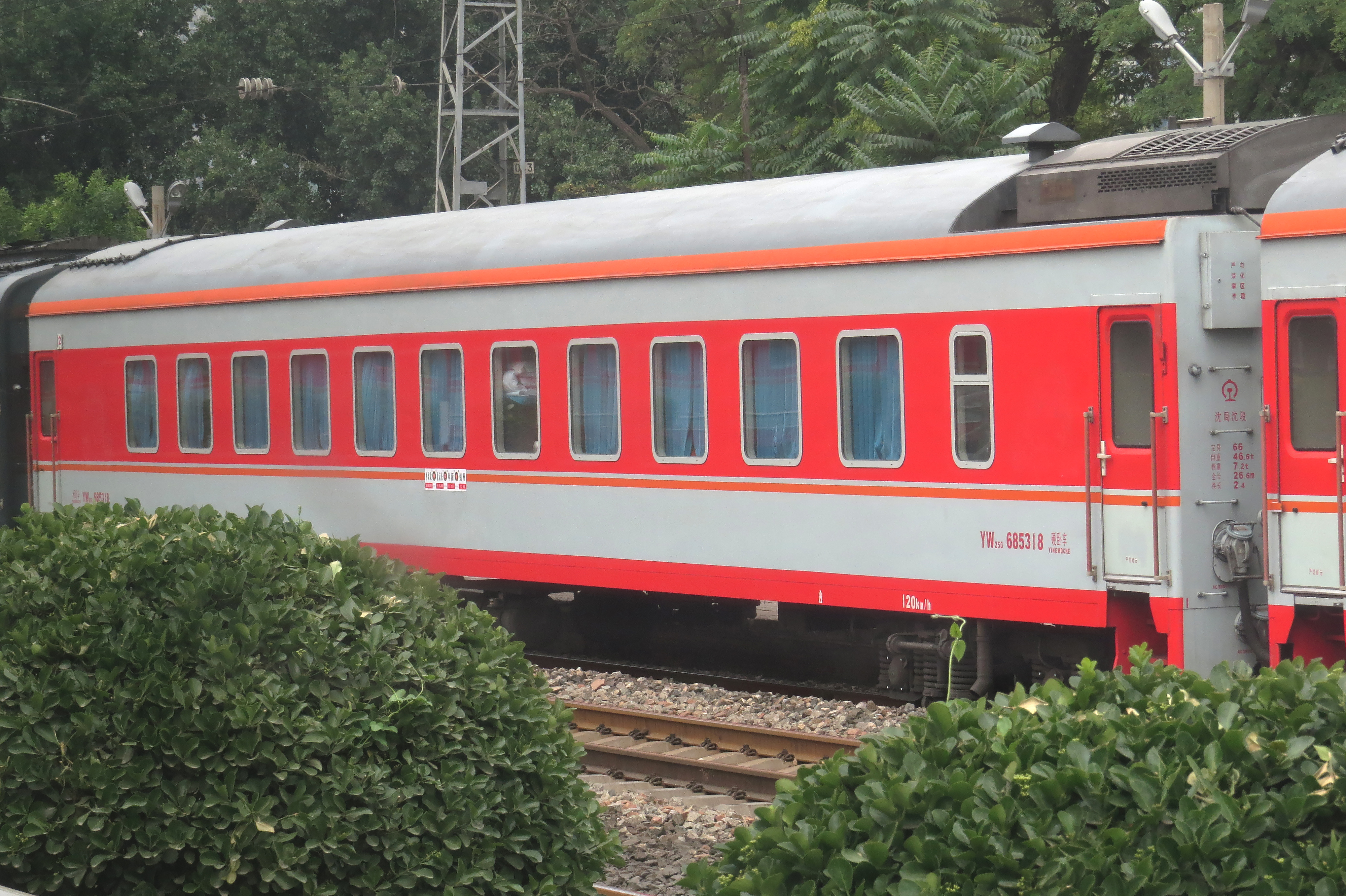
Y521次列车停靠在北京东站1站台
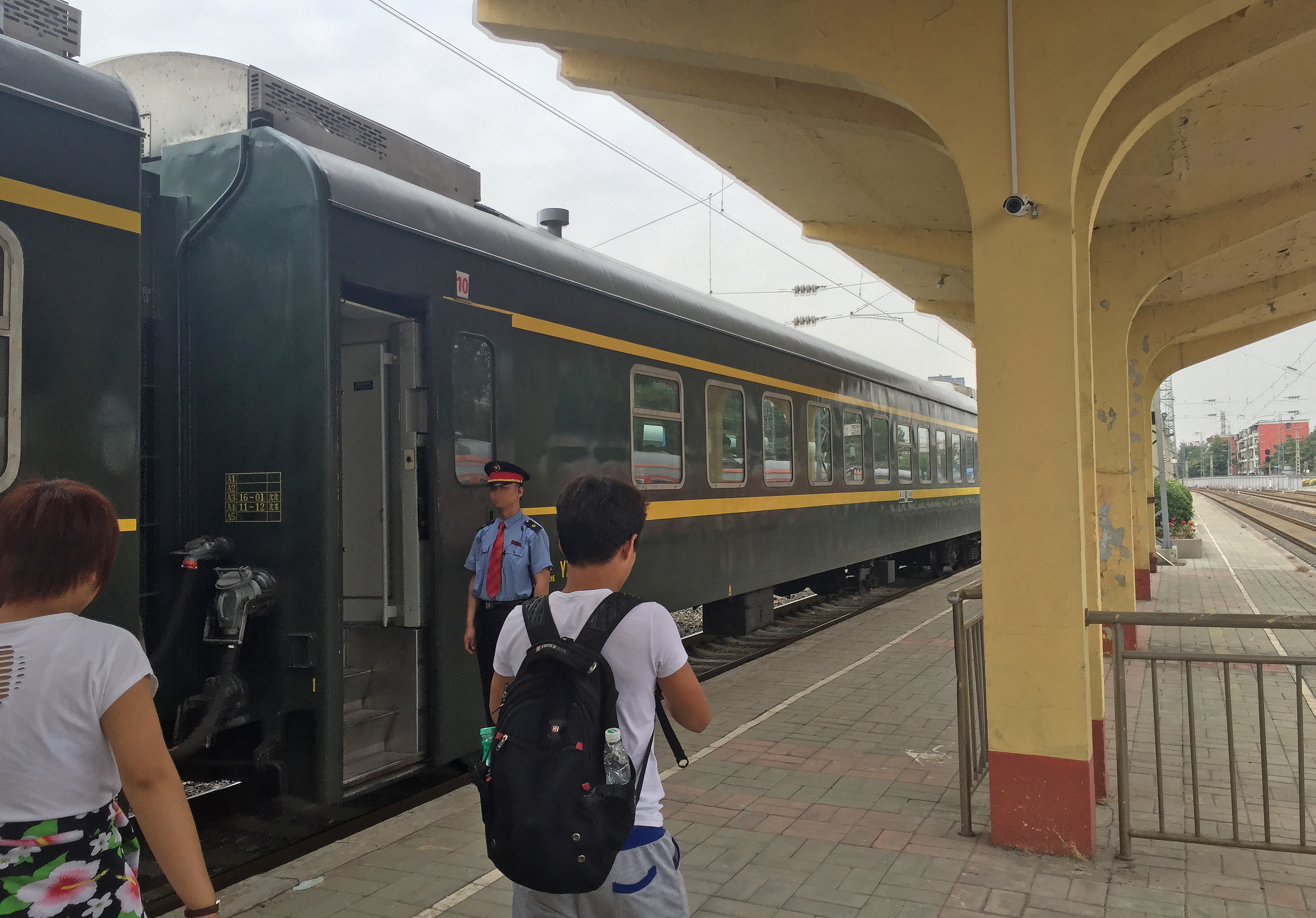
K977次列车停靠在北京东站2站台
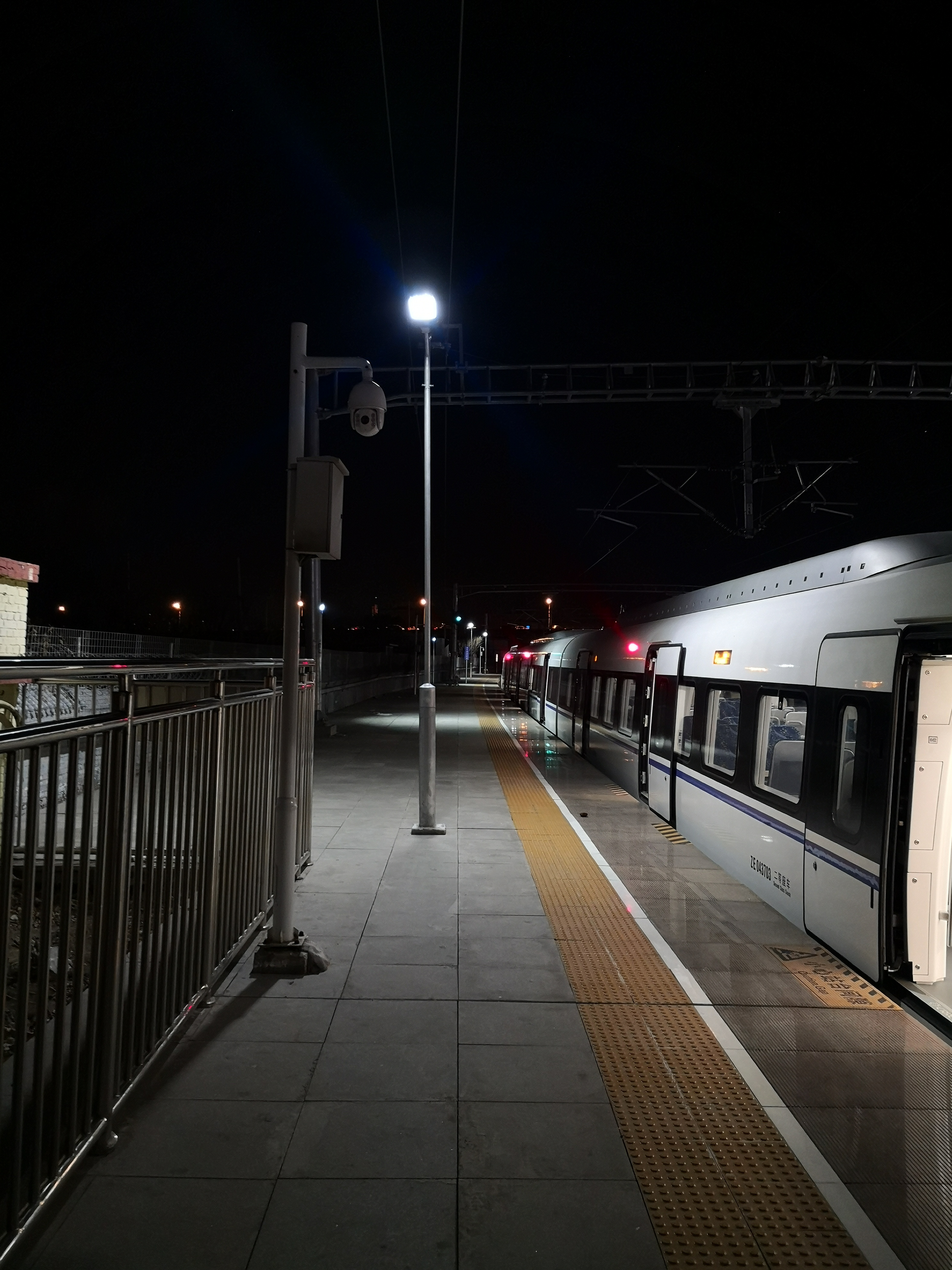
S103次列车停靠在北京东站1站台
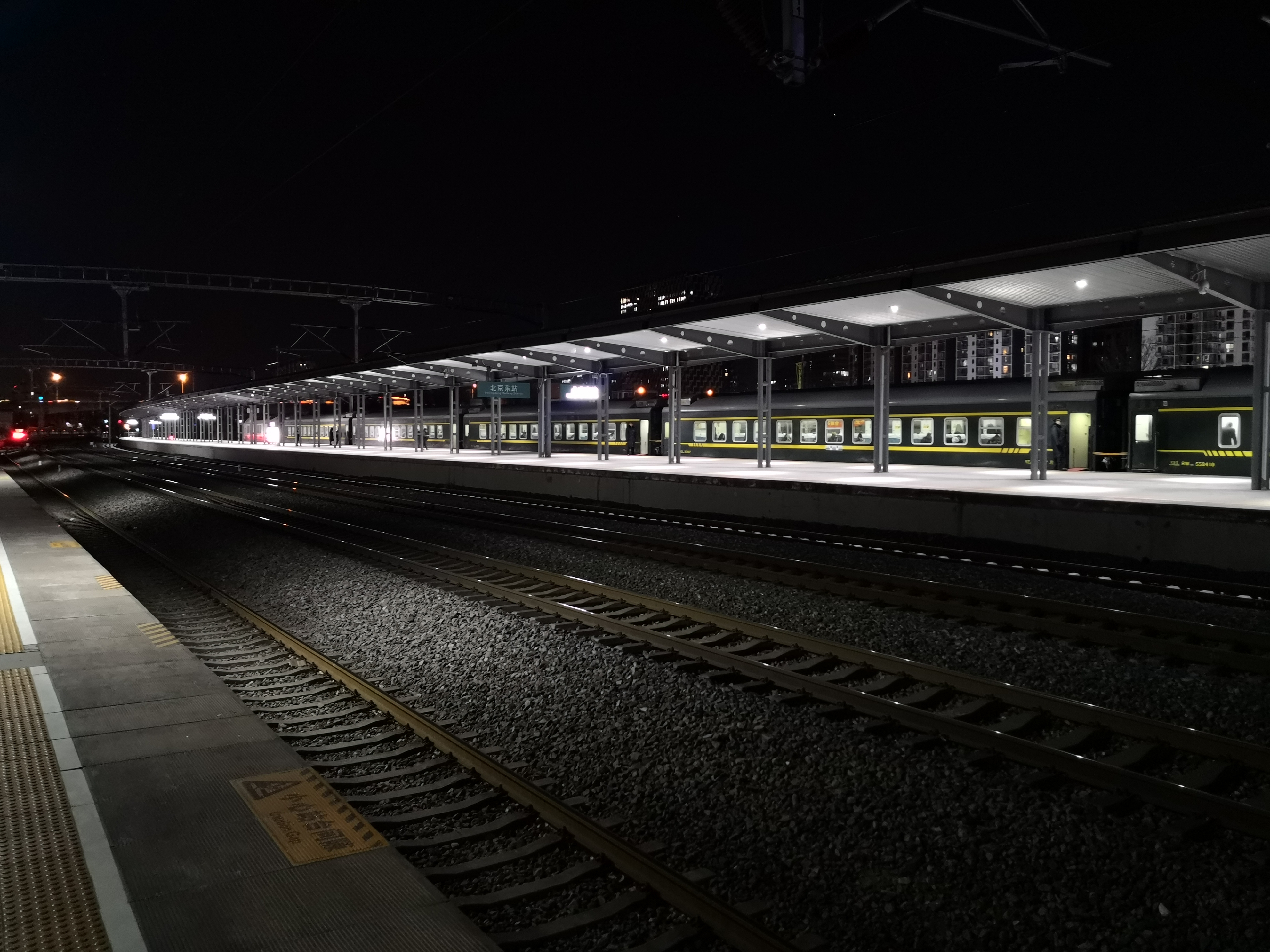
北京东站1站台、京哈铁路正线和北京东站2站台